# 교황 율리오 3세
교황 율리오 3세(라틴어: Iulius PP. III, 이탈리아어: Papa Giulio III)는 제221대 교황(재위: 1550년 2월 7일 - 1555년 3월 23일)이다. 본명은 조반니 마리아 초키 델 몬테(이탈리아어: Giovanni Maria Ciocchi del Monte)이다.
유능한 외교관으로 두각을 나타낸 그는 교황 바오로 3세가 선종한 후 중도주의적 성향으로 교황으로 선출되었다. 교황으로서 그는 기독교 개혁에 있어 마지못해 단기적인 정책만 실행하였으며, 재위기간 대부분을 유희 생활로 보냈다.

## 교황 선출 이전
조반니 마리아 초키 델 몬테는 로마에서 태어났으며, 인문학자 라파엘레 브란돌리니 리포에게 교육을 받았다. 나중에 그는 페루자와 시에나로 가서 법학을 공부했다. 그는 신학자보다는 훌륭한 교회법 학자로서 경력을 쌓아갔다.
만프레도니아 대주교 안토니오 마리아 초키 델 몬테의 조카였던 그는 1511년 삼촌이 추기경에 서임되면서 그의 대교구장 자리를 물려받았다. 1520년 조반니 마리아 초키 델 몬테는 파비아의 주교를 겸임하였다. 그는 사람들을 대할 때 시종일관 상냥한 태도로 일관하였을 뿐만 아니라 업무 능력 또한 뛰어나서 많은 사람으로부터 존경과 사랑을 받았다. 그리하여 그는 두 차례나 로마의 시장을 역임했으며, 로마 교황청으로부터 여러 가지 업무를 부여받았다. 1527년 로마 약탈 때 교황 클레멘스 7세에 의해 신성 로마 제국 황제의 군대에 포로로 넘겨졌다가, 간신히 탈출하는데 성공하였다. 1536년 교황 바오로 3세는 그를 팔레스트리나의 주교급 추기경에 서임하면서 그에게 여러 가지 중요한 외교적 임무를 맡겼다. 특히 마르첼로 체르비니 추기경(훗날의 교황 마르첼로 2세)과 함께 트리엔트 공의회의 공동 의장직과 볼로냐 회의에서 교황 사절로 일하게 하였다.

## 교황

### 교황 선출
1549년 11월 10일 교황 바오로 3세가 선종한 후 후임자를 선출하기 위한 콘클라베가 소집되었다. 콘클라베에 참석한 추기경 선거인단은 모두 48명이었으며, 세 분파로 나뉘었다. 첫 번째 파벌은 신성 로마 제국파 추기경들인데 이들은 트리엔트 공의회의 재소집을 바라고 있었으며, 반대로 프랑스파 추기경들은 트리엔트 공의회를 중단하기를 바라고 있었다. 전임 교황의 가문과 유착 관계인 파르네세파 추기경들은 신성 로마 제국과 경쟁 관계인 파르마 공국과 더불어 바오로 3세의 손자인 알레산드로 파르네세 추기경을 차기 교황으로 내세우고 있었다.
프랑스파와 신성 로마 제국파 어느 쪽도 조반니 마리아 초키 델 몬테를 염두에 두지 않았으며, 신성 로마 제국 황제 카를 5세도 명시적으로 허용할 수 있는 차기 교황 후보 목록에서 그를 분명히 배제하였다. 하지만 조반니 마리아 초키 델 몬테의 자기 홍보로 프랑스파는 나머지 두 파벌을 차단하기 위해 그를 지지하는 입장으로 선회하였다. 결국 추기경들 사이에 타협이 이루어져 1550년 2월 7일 조반니 마리아 초키 델 몬테가 교황으로 선출되었다. 그의 교황 선출에 결정적인 기여를 한 오타비오 파르네세는 즉시 파르마 공작의 지위를 보장받았다.

### 교회 개혁

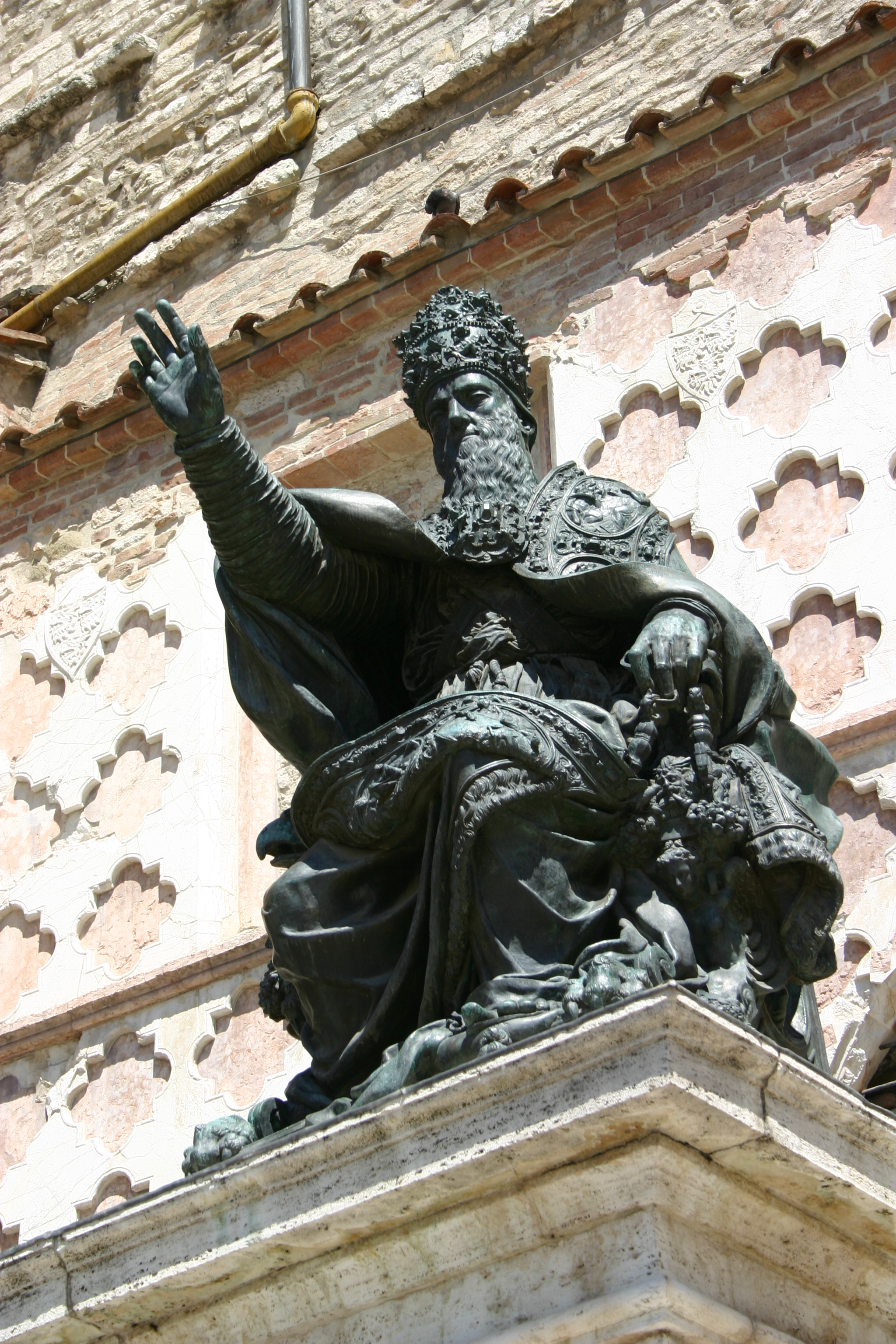
1555년 제작되어 페루자에 설치된 교황 율리오 3세의 전신 청동상.

율리오 3세는 재임 초반에는 진지하게 가톨릭교회의 개혁을 달성하기 위해 트리엔트 공의회를 재개하기를 원했지만, 그가 교황직을 맡은 5년 동안 실제로 이루어진 일은 거의 없었다. 1551년 카를 5세 황제의 요청에 따라, 그는 트리엔트 공의회를 재개하고 파르마 공작 및 프랑스의 앙리 2세 국왕에 맞선 동맹을 맺기로 하였다. 하지만 얼마 지나지 않아, 그는 황제의 적들과 다시 친분을 맺었으며 1553년 트리엔트 공의회 소집을 연기하였다.
율리오 3세는 점차 이탈리아 정치에 만족하면서 포폴로 문 인근에 자신을 위해 지은 호화로운 궁전인 빌라 줄리아로 들어갔다. 이후 그는 빌라 줄리아에서 안락한 시간을 보내며, 가끔씩 교회 개혁 위원회를 다시 세우는 등 교회를 개혁하는데 소심한 노력을 보이곤 하였다. 예수회와 절친한 관계였던 그는 1550년 예수회의 헌장을 인가하고, 1552년 8월 31일 교황 교서 《Dum sollicita》를 발표하여 예수회 신학교인 콜레지움 제르마니쿰(Collegium Germanicum)의 설립을 승인해 주었다.
그가 재임한 시기에 잉글랜드는 1553년 메리 1세 여왕이 즉위하면서 가톨릭 신앙으로 회심하였다. 이에 율리오 3세는 레지널드 폴 추기경을 특사로 파견하면서, 그에게 잉글랜드인들이 다시 가톨릭 신앙에 충실할 수 있게 잉글랜드 교회를 회복하는 일에 재량껏 활동하도록 전권을 부여하였다. 1555년 2월 잉글랜드 의회에서 교황에게 공식적인 항복을 선언하기 위해 특사를 파견했지만, 특사가 로마에 당도하기도 전에 교황이 선종하고 말았다.
율리오 3세는 선종하기 며칠 전에 조반니 모로네 추기경을 아우크스부르크 화의에서 성좌를 대표하는 사절로 파견하였다.

### 예술 후원
율리오 3세는 재임기간 대부분을 자코모 바로치 다 비뇰라가 자신을 위해 지은 빌라 줄리아에서 지내며, 오락을 즐기는데 많은 돈을 사용했다. 율리오 3세는 르네상스 시대의 위대한 작곡가인 조반니 피에를루이지 다 팔레스트리나에 대한 지원을 확대했으며, 성가대 지휘자(maestro di cappella)로서 조르조 바사리를 초빙하여 로마로 와서 살게 하였다. 또한 그는 미켈란젤로에게 빌라 줄리아의 설계를 감독하게 했으며, 그곳에서 일하도록 하였다. 그러나 정치 및 교회 문제에 대해서는 거의 관심을 두지 않았기 때문에 동시대의 많은 사람이 실망하였다.